# Hellisfjörður
Hellisfjörður (in lingua islandese: Fiordo di Helli) è un fiordo situato nel settore orientale dell'Islanda.

## Descrizione
Hellisfjörður è un piccolo fiordo disabitato situato nella regione dell'Austurland, nei fiordi orientali. È posizionato tra Hellisfjarðarnes e Viðfjarðarnes a sud del Norðfjörður. Ha una larghezza di 1,5 km all'imboccatura e penetra per 2 km nell'entroterra.
Il fiordo è racchiuso da montagne che raggiungono altezze comprese tra 558 e 693 metri.
Hellisfjörður è il fiordo centrale dei tre bracci che si diramano dalla baia Norðfjarðarflói. Gli altri due sono: 
- a nord il Norðfjörður (largo 2 km e penetra per 4 km nell'entroterra). Nel fiordo si trova il villaggio di Neskaupstaður, il maggiore insediamento dei fiordi orientali.
- a sud il Viðfjörður (largo 1,5 km, penetra per 3 km nell'entroterra). Può essere raggiunto tramite un sentiero che passa attraverso l'Eskifjörður.

## Insediamenti
Nella valle al centro del fiordo c'erano in passato quattro fattorie Hellisfjarðarsel, Björnshús, Hellisfjörður e Sveinsstaðir che sono state gradatamente abbandonate. Dal 1952 il fiordo è disabitato e ci sono due case che vengono utilizzate solamente nella stagione estiva.
Tra il 1901 e il 1913 nella parte esterna del fiordo è stata attiva una stazione baleniera operata da pescatori norvegesi, come nel vicino Mjóifjörður.

## Vendita del fiordo
Nel 2000 Sigurjón Sighvatsson, un produttore cinematografico, ha acquistato il terreno del fiordo. Quando Sigurjón ha venduto il terreno al tedesco Sven Jakob nel 2019, lo stato ha esercitato il suo diritto di prelazione e ha acquistato il terreno per 40 milioni.

## Vie di comunicazione
Non ci sono strade di comunicazione che arrivano nel fiordo, che quindi può essere raggiunto solo via mare.